# Norddeutsche Fußballmeisterschaft 1919/20

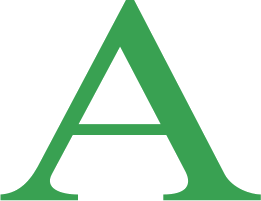
Logo von Arminia Hannover

Die norddeutsche Fußballmeisterschaft 1919/20 war der 14. vom Norddeutschen Fußball-Verband organisierte Wettbewerb. Sieger wurde Arminia Hannover. Bei der deutschen Meisterschaft erreichten die Hannoveraner das Viertelfinale.

## Teilnehmer
| Bezirk         | Teilnehmer             | Bezirk       | Teilnehmer       |
| -------------- | ---------------------- | ------------ | ---------------- |
| Braunschweig   | Eintracht Braunschweig | Mecklenburg  | Schweriner FC 03 |
| Bremen         | ABTS Bremen            | Nordhannover | Borussia Harburg |
| Hamburg-Altona | Victoria Hamburg       | Nordharz     | Goslarer SC 08   |
| Hannover       | Arminia Hannover       | Oldenburg    | VfB Oldenburg    |
| Kiel           | Holstein Kiel          | Schleswig    | Preußen Itzehoe  |
| Lübeck         | Lübecker Turnerschaft  | Unterweser   | Geestemünder SC  |

## Ergebnisse

### 1. Vorrunde
Alle 12 Bezirke hatten ihre Meister gemeldet. Goslar 08 erschien jedoch am Karfreitag (2. April) nicht zu seinem Spiel bei Eintracht Braunschweig (die Gastgeber und der Schiedsrichter waren da). Von der 1. Vorrunde befreit waren ABTS Bremen, Holstein Kiel, Arminia Hannover und der noch nicht endgültig ermittelte Meister von Hamburg-Altona. Gespielt wurde am 11. April 1920.
|                        | Ergebnis |                  |
| ---------------------- | -------- | ---------------- |
| Lübecker Turnerschaft  | 7:2      | Preußen Itzehoe  |
| VfB Oldenburg          | 0:5      | Geestemünder SC  |
| Schweriner FC 03       | 1:5      | Borussia Harburg |
| Eintracht Braunschweig | kampflos | Goslarer SC 08   |

### 2. Vorrunde
Gespielt wurde am 18. April 1920.
|                  | Ergebnis  |                        |
| ---------------- | --------- | ---------------------- |
| ABTS Bremen      | 2:1       | Victoria Hamburg       |
| Holstein Kiel    | 6:3       | Lübecker Turnerschaft  |
| Arminia Hannover | 3:1       | Geestemünder SC        |
| Borussia Harburg | 4:2 n. V. | Eintracht Braunschweig |

### Halbfinale
Gespielt wurde am 25. April 1920.
|                  | Ergebnis |               |
| ---------------- | -------- | ------------- |
| Borussia Harburg | 1:0      | Holstein Kiel |
| Arminia Hannover | 3:1      | ABTS Bremen   |

### Finale
Gespielt wurde am 2. Mai 1920 in Bremen, ABTS-Platz.
|                  | Ergebnis |                  |
| ---------------- | -------- | ---------------- |
| Arminia Hannover | 2:1      | Borussia Harburg |

Arminia: Hemke – Denecke, Oelke – Borchers, Bies, Wallau – Fritz Lange, Wulf, Meyer, Wolpers, Alten.